# 13 Rue Madeleine
13 Rue Madeleine (bra: Rua Madeleine 13) é um filme estadunidense de 1947, realizado por Henry Hathaway.

## Resumo
Ao se recuperar de Pearl Harbor, Washington percebeu os efeitos positivos da espionagem na Alemanha e no Japão e decidiu que os Estados Unidos deveriam ter olhos e ouvidos nos países inimigos. Logo o país começou, pela 1ª vez, a recrutar agentes para uma unidade secreta de inteligência. Para a função de organizador das actividades secretas da nova unidade o presidente escolheu um advogado, Charles Stevenson Gibson (Walter Abel), cuja experiência em relações internacionais foi adquirida actuando na embaixada em Berlim.
Ambos não querem sua prisão, pois planejam fornecer diversos dados falsos sobre a invasão aliada na Europa, pois desta maneira conseguiram enganar o alto comando alemão. Porém tudo precisa ser feito com muito cuidado, pois qualquer erro pode ser fatal.[carece de fontes?]

## Elenco
- James Cagney...Robert Emmett Sharkey
- Annabella... Suzanne de Beaumont
- Richard Conte... Bill O'Connell
- Frank Latimore... Jeff Lassiter
- Walter Abel... Charles Stevenson Gibson
- Melville Cooper... Pappy Simpson
- Sam Jaffe... Galimard
- Roland Belanger... Joseph
- Leslie Barrie... instrutor